# Renada lateralis
Renada lateralis är en fjärilsart som beskrevs av Walker 1855. Renada lateralis ingår i släktet Renada och familjen snigelspinnare. Inga underarter finns listade i Catalogue of Life.